# Charlotte Ella Gottová
Charlotte Ella Gottová (* 30. dubna 2006 Praha) je česká zpěvačka, dcera zpěváka Karla Gotta a moderátorky Ivany Gottové.

## Život
Chodila do anglické školky.[chybí lepší zdroj] V září 2012 nastoupila do první třídy na První obnovené reálné gymnázium v Praze.[chybí lepší zdroj] V dubnu 2011 nafotila spolu se sestrou Nelly kampaň pro kolekci jedné dětské značky oblečení, obchodu na pražském Chodově.[chybí lepší zdroj] V roce 2016 za svého otce Karla Gotta převzala Českého slavíka.
V roce 2019 nazpívala společně se svým otcem Karlem Gottem duet s názvem „Srdce nehasnou“.[chybí lepší zdroj]